# باثونيو ييمسومارواي
باثونيو ييمسومارواي (مواليد 6 يوليو 1979) هو سبّاح تايلاندي، مثّل بلاده في الألعاب الأولمبية الصيفية 2000.

## روابط خارجية
باثونيو ييمسومارواي على موقع الاتحاد الدولي للسباحة (الإنجليزية)
- باثونيو ييمسومارواي على موقع أوليمبيديا (الإنجليزية)